# Persone di nome Dieter
| Questa pagina contiene informazioni ricavate automaticamente dalle voci biografiche con l'ausilio del template Bio e di un bot. L'aggiornamento è periodico e automatico e ricostruisce completamente la pagina. Se manca una persona in questa lista, sei pregato di non aggiungerla, ma accertati piuttosto che la sua voce biografica contenga il template Bio e che i dati anagrafici siano correttamente compilati. Se il template Bio manca, inseriscilo tu stesso o, in alternativa, metti l'avviso {{tmp\|Bio}} che ne segnala la mancanza. Se i dati riportati sono sbagliati, correggi direttamente la voce biografica; le modifiche saranno visibili in questa lista entro pochi giorni. Per chiarimenti vedi il progetto antroponimi. La lista contiene solo le 93 persone che sono citate nell'enciclopedia e per le quali è stato implementato correttamente il template Bio. Pagina aggiornata al 16 ott 2024. |

Questa è una lista di persone presenti nell'enciclopedia che hanno il prenome Dieter, suddivise per attività principale.

## Allenatori di calcio(8)
- Dieter Brei, allenatore di calcio, dirigente sportivo e ex calciatore tedesco (Verl, n. 1950)
- Dieter Eilts, allenatore di calcio e ex calciatore tedesco (Upgant-Schott, n. 1964)
- Dieter Hecking, allenatore di calcio, dirigente sportivo e ex calciatore tedesco (Castrop-Rauxel, n. 1964)
- Dieter Kühn, allenatore di calcio e ex calciatore tedesco orientale (Lipsia, n. 1956)
- Dieter Lieberwirth, allenatore di calcio e ex calciatore tedesco (Fürth, n. 1964)
- Dieter Riedel, allenatore di calcio e ex calciatore tedesco orientale (Gröditz, n. 1947)
- Dieter Schatzschneider, allenatore di calcio e ex calciatore tedesco (Hannover, n. 1958)
- Dieter Strozniak, allenatore di calcio e ex calciatore tedesco orientale (Halle, n. 1955)

## Allenatori di tennis(1)
- Dieter Kindlmann, allenatore di tennis e ex tennista tedesco (Sonthofen, n. 1982)

## Arbitri di calcio(1)
- Dieter Pauly, arbitro di calcio tedesco (Rheydt, n. 1942 - Ko Samui, † 2024)

## Architetti(1)
- Dieter Oesterlen, architetto tedesco (Heidenheim an der Brenz, n. 1911 - Hannover, † 1994)

## Astronomi(1)
- Dieter Husar, astronomo tedesco (n. 1947)

## Attori(6)
- Dieter Borsche, attore tedesco (Hannover, n. 1909 - Norimberga, † 1982)
- Dieter Hallervorden, attore e comico tedesco (Dessau, n. 1935)
- Dieter Laser, attore tedesco (Kiel, n. 1942 - Berlino, † 2020)
- Dieter Mann, attore tedesco (Berlino, n. 1941 - Berlino, † 2022)
- Dieter Pfaff, attore tedesco (Dortmund, n. 1947 - Amburgo, † 2013)
- Dieter Schidor, attore tedesco (Braunschweig, n. 1948 - Monaco di Baviera, † 1987)

## Banchieri(1)
- Dieter Rampl, banchiere tedesco (Monaco di Baviera, n. 1947)

## Biatleti(1)
- Dieter Speer, ex biatleta tedesco (Legnica, n. 1942)

## Bobbisti(1)
- Dieter Gebard, ex bobbista tedesco

## Calciatori(20)
- Dieter Brenninger, ex calciatore tedesco (Erding, n. 1944)
- Dieter Burdenski, calciatore tedesco occidentale (Brema, n. 1950 - Brema, † 2024)
- Dieter Eckstein, ex calciatore tedesco (Kehl, n. 1964)
- Dieter Elsneg, ex calciatore austriaco (Wagna, n. 1990)
- Dieter Engelhardt, calciatore tedesco orientale (Sandersdorf-Brehna, n. 1938 - † 2018)
- Dieter Erler, calciatore tedesco orientale (Glauchau, n. 1939 - Chemnitz, † 1998)
- Dieter Fischer, calciatore tedesco orientale (n. 1936 - † 2016)
- Dieter Frey, ex calciatore tedesco (Bogen, n. 1972)
- Dieter Herzog, ex calciatore tedesco occidentale (Oberhausen, n. 1946)
- Dieter Honnecker, calciatore tedesco (n. 1930 - † 2012)
- Dieter Höller, calciatore tedesco (Bergheim, n. 1938 - † 2013)
- Dieter Kurrat, calciatore tedesco (Dortmund, n. 1942 - Holzwickede, † 2016)
- Dieter Lindner, ex calciatore tedesco (Breslavia, n. 1939)
- Dieter Perau, ex calciatore tedesco (Diepholz, n. 1938)
- Dieter Schneider, ex calciatore tedesco orientale (Lauter/Sa., n. 1949)
- Dieter Stinka, ex calciatore tedesco (Allenstein, n. 1937)
- Dieter Van Tornhout, ex calciatore belga (Gand, n. 1985)
- Dieter Villalpando, calciatore messicano (Città del Messico, n. 1991)
- Dieter Zajdel, ex calciatore polacco (Gliwice, n. 1942)
- Dieter Zembski, ex calciatore tedesco occidentale (n. 1946)

## Canoisti(1)
- Dieter Krause, canoista tedesco (Brandeburgo sulla Havel, n. 1936 - Bad Saarow, † 2020)

## Canottieri(4)
- Dieter Grahn, ex canottiere tedesco (n. 1944)
- Dieter Schubert, ex canottiere tedesco (n. 1943)
- Dieter Wendisch, ex canottiere tedesco (Gauernitz, n. 1953)
- Dieter Wiedenmann, canottiere tedesco (Ulma, n. 1957 - Karlsbad, † 1994)

## Cantanti(1)
- Dieter Meier, cantante e musicista svizzero (Zurigo, n. 1945)

## Cestisti(1)
- Dieter Kuprella, ex cestista e allenatore di pallacanestro tedesco (Gelsenkirchen, n. 1946)

## Compositori(1)
- Dieter Lehnhoff, compositore, musicologo e direttore d'orchestra guatemalteco (Città del Guatemala, n. 1955)

## Designer(1)
- Dieter Rams, designer tedesco (Wiesbaden, n. 1932)

## Dirigenti sportivi(2)
- Dieter Hoeneß, dirigente sportivo e ex calciatore tedesco (Ulma, n. 1953)
- Dieter Müller, dirigente sportivo e ex calciatore tedesco (Offenbach am Main, n. 1954)

## Egittologi(1)
- Dieter Arnold, egittologo tedesco (Heidelberg, n. 1936)

## Filologi(1)
- Dieter Harlfinger, filologo e paleografo tedesco (Cracovia, n. 1940)

## Filosofi(1)
- Dieter Henrich, filosofo tedesco (Marburgo, n. 1927 - Monaco di Baviera, † 2022)

## Fumettisti(1)
- Dieter Kalenbach, fumettista tedesco (Düsseldorf, n. 1937 - † 2021)

## Germanisti(1)
- Dieter Richter, germanista tedesco (Hof, n. 1938)

## Hockeisti su ghiaccio(1)
- Dieter Kalt, ex hockeista su ghiaccio austriaco (Klagenfurt, n. 1974)

## Imprenditori(1)
- Dieter Schwarz, imprenditore tedesco (Heilbronn, n. 1939)

## Ingegneri(3)
- Dieter Burmester, ingegnere, imprenditore e musicista tedesco (n. 1946 - Berlino, † 2015)
- Dieter Schlüter, ingegnere e imprenditore tedesco (Francoforte sul Meno, n. 1931 - † 2021)
- Dieter Zetsche, ingegnere e imprenditore tedesco (Istanbul, n. 1953)

## Inventori(1)
- Didi Senft, inventore tedesco (Reichenwalde, n. 1952)

## Marciatori(1)
- Dieter Lindner, marciatore tedesco (Nebra, n. 1937 - Naumburg, † 2021)

## Mezzofondisti(2)
- Dieter Baumann, ex mezzofondista tedesco (Blaustein, n. 1965)
- Dieter Fromm, ex mezzofondista tedesco (Bad Langensalza, n. 1948)

## Militari(1)
- Dieter Wisliceny, militare tedesco (Możdżany, n. 1911 - Bratislava, † 1948)

## Musicisti(3)
- Dieter Ammann, musicista e compositore svizzero (Aarau, n. 1962)
- Dieter Bohlen, musicista, cantante e produttore discografico tedesco (Berne, n. 1954)
- Dieter Moebius, musicista svizzero (San Gallo, n. 1944 - † 2015)

## Nuotatori(2)
- Dieter Dekoninck, ex nuotatore belga (Anversa, n. 1991)
- Dieter Pfeifer, ex nuotatore tedesco (Chemnitz, n. 1936)

## Pallanuotisti(2)
- Dieter Seiz, ex pallanuotista tedesco (Kornwestheim, n. 1938)
- Dieter Vohs, ex pallanuotista tedesco orientale (Magdeburgo, n. 1935)

## Pesisti(1)
- Dieter Hoffmann, pesista tedesco (Danzica, n. 1941 - † 2016)

## Pianisti(1)
- Dieter Zechlin, pianista tedesco (Goslar, n. 1926 - Potsdam, † 2012)

## Piloti automobilistici(2)
- Dieter Glemser, pilota automobilistico tedesco (Stoccarda, n. 1938)
- Dieter Quester, ex pilota automobilistico austriaco (Vienna, n. 1939)

## Piloti motociclistici(1)
- Dieter Braun, pilota motociclistico tedesco (Ulma, n. 1943)

## Pistard(1)
- Dieter Gieseler, pistard tedesco (Münster, n. 1941 - † 2008)

## Pittori(1)
- Dieter Borst, pittore tedesco (Schramberg, n. 1950)

## Poeti(2)
- Dieter Roth, poeta e artista tedesco (Hannover, n. 1930 - Basilea, † 1998)
- Dieter Schlesak, poeta, scrittore e insegnante rumeno (Sighișoara, n. 1934 - Camaiore, † 2019)

## Politici(3)
- Dieter Althaus, politico tedesco (Heilbad Heiligenstadt, n. 1958)
- Dieter Reiter, politico tedesco (Rain, n. 1958)
- Dieter Steger, politico italiano (Brunico, n. 1964)

## Politologi(1)
- Dieter Nohlen, politologo tedesco (Oberhausen, n. 1939)

## Produttori discografici(1)
- Dieter Dierks, produttore discografico tedesco (Stommeln, n. 1943)

## Pugili(1)
- Dieter Kottysch, pugile tedesco (Gliwice, n. 1943 - Amburgo, † 2017)

## Saltatori con gli sci(1)
- Dieter Thoma, ex saltatore con gli sci tedesco (Hinterzarten, n. 1969)

## Schermidori(1)
- Dieter Schmitt, ex schermidore tedesco (n. 1940)

## Sciatori alpini(1)
- Dieter Amann, ex sciatore alpino austriaco (Hohenems, n. 1958)

## Scrittori(1)
- Dieter Kalka, scrittore, cantautore e paroliere tedesco (Altenburg, n. 1957)